# Червоновуха черепаха темна
Червоновуха черепаха темна (Trachemys nebulosa) — вид черепах з роду Червоновухі черепахи родини Прісноводні черепахи. Має 2 підвиди.

## Опис
Загальна довжина карапаксу досягає 28—37 см. Спостерігається статевий диморфізм: самиці більші за самців. Голова середнього розміру. Карапакс яйцеподібний, розширюється у задній частині. Він майже плаский, з невеликим кілем по середині. Пластрон трохи менший за карапакс. Лапи наділені розвиненими плавальними перетинками.
Голова, шия, кінцівки мають темно—сірий або коричнюватий колір. Присутня помаранчева чи жовта заочноямкова частина надскроневої смуги, яка ізольована як спереду так і ззаду, або з'єднується ззаду з вузькою очною смугою. Карапакс й пластрон також забарвлені у темні тони. Звідси походить назва цієї черепахи. На карапаксі, на бічних і задніх крайових щитках, помітні розмиті темні плями або безладні світлі ділянки На пластроні присутня темна центральна пляма, що оточує вузьку жовту медіальну зону, або низка бруднуватих плям по середині.

## Спосіб життя
Полюбляє річки, озерця, ставки. Харчується дрібною рибою, прісноводними молюсками, водними безхребетними, рослинами.
Самиця відкладає до 10—12 яєць. Інкубаційний період триває 90—120 діб.

## Розповсюдження
Мешкає у штатах Баха-Каліфорнія-Сюр, Сіналоа, Сонора (Мексика).

## Підвиди
- Trachemys nebulosa nebulosa
- Trachemys nebulosa hiltoni